# Strada del vino

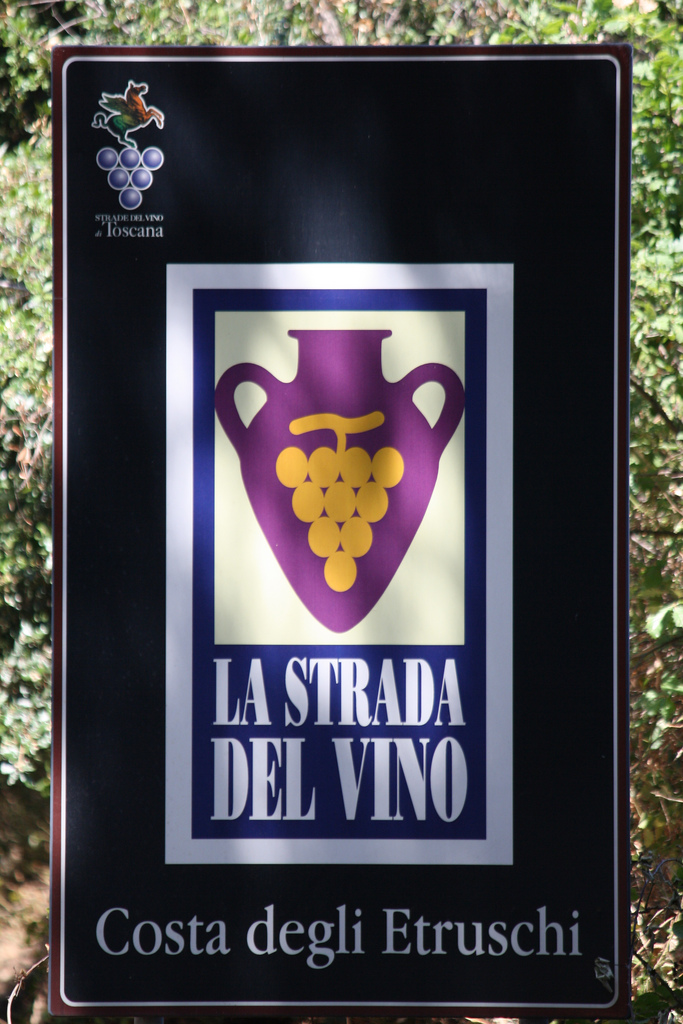
Segnaletica presente su una strada del vino

Una strada del vino è un percorso segnalato e pubblicizzato con appositi cartelli, lungo i quali insistono valori naturali, culturali e ambientali, vigneti e cantine di aziende agricole singole o associate aperte al pubblico. Costituiscono strumento attraverso il quale i territori vinicoli e le relative produzioni possono essere divulgati, commercializzati e fruiti in forma di offerta turistica.

## Cile
- Ruta del Vino[1].

## Francia
- Champagne[2]
- Bordeaux[2]
- Borgogna[2]

## Germania
- Deutsche Weinstraße

## Italia

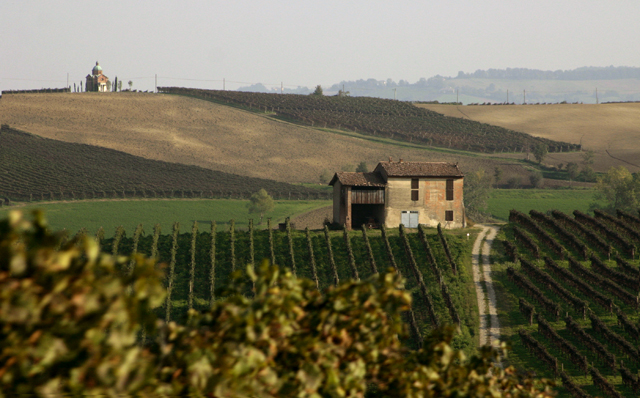
Colli piacentini

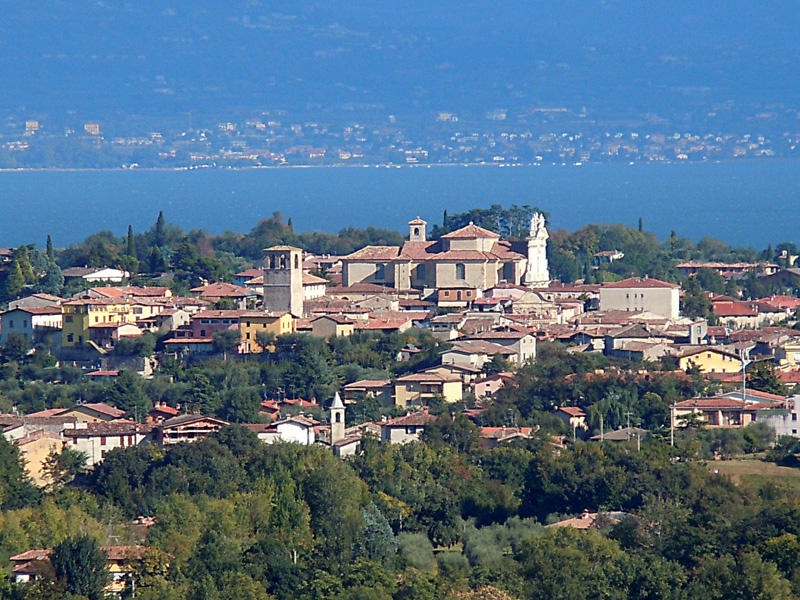
Strada dei vini e dei sapori del Garda

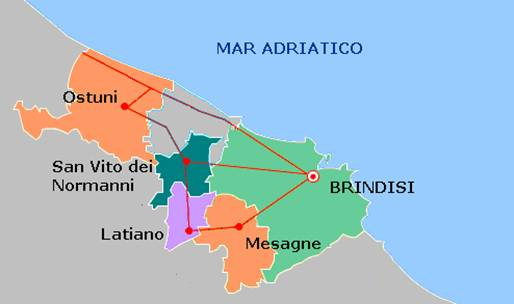
Appia dei Vini

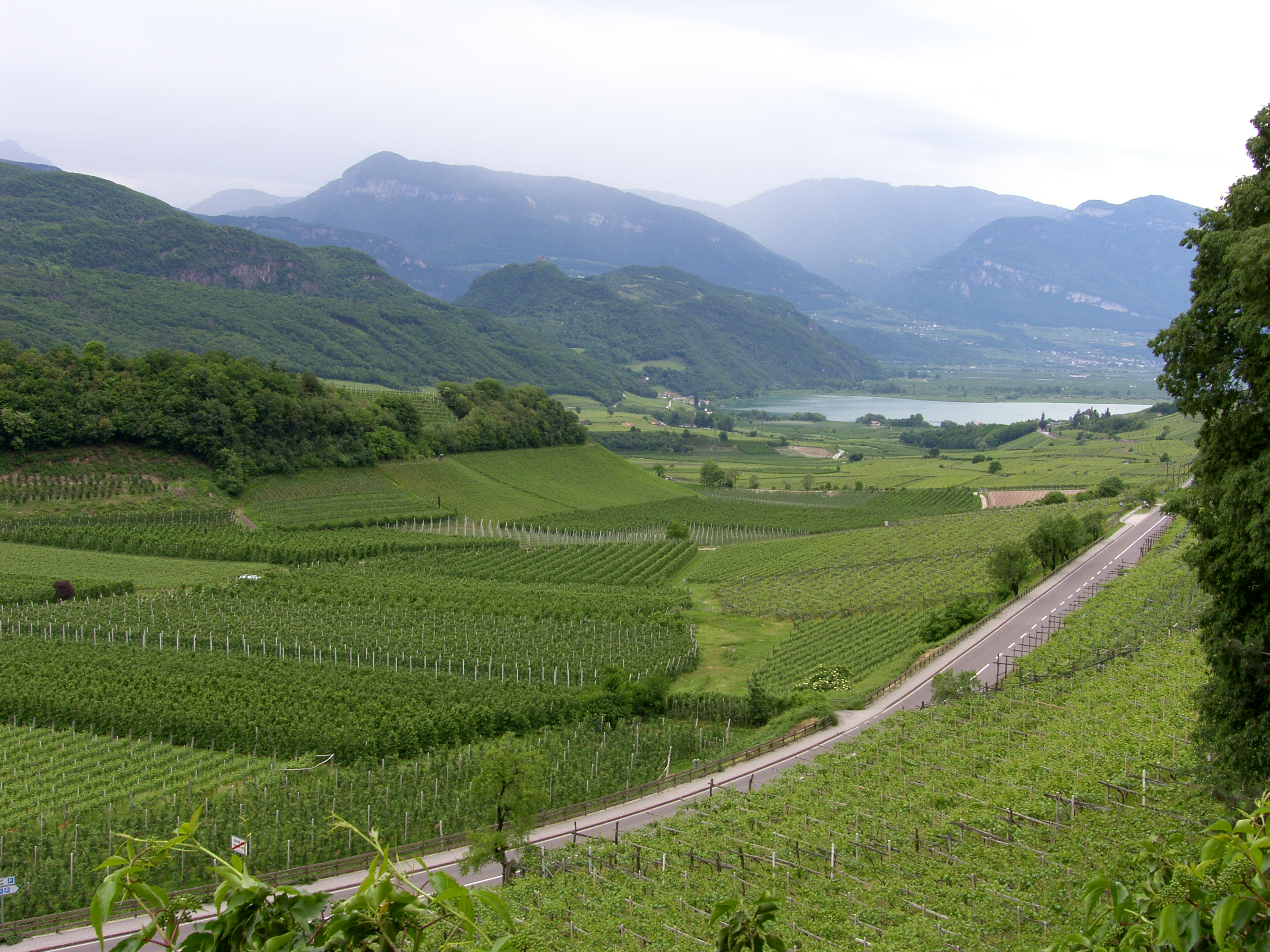
Strada del vino dell'Alto Adige

In Italia sono state istituite con legge nel 1999. Nel 2017 nasce la "Federazione Italiana delle Strade del Vino, dell’Olio e dei Sapori" che raggruppa molte delle varie associazioni regionali.
Campania
- Strada del Vino Costa d'Amalfi[5]
- Strada della Terra dei Forti

Emilia Romagna
- Strada dei Colli piacentini

Friuli-Venezia Giulia
- Strada del vino di Aquileia

Lombardia
- Strada del vino Colli dei Longobardi
- Strada dei vini e dei sapori del Garda

Piemonte
- Strada del Barolo

Puglia
- Appia dei vini
- Strada dei Vini DOC Castel del Monte[6]

Sardegna
- Le strade del vino in Sardegna[7]

Sicilia
- Strada dei vini dell'Etna
- Strada del Vino Alcamo DOC
- Strada del vino Cerasuolo di Vittoria
- Strada del Vino e dei Sapori Castelli Nisseni
- Strada del vino e dei sapori Val di Mazara[9]
- Strada del vino Erice Doc[10]
- Strada del vino della Provincia di Messina
- Strada del vino di Marsala - Terre d'Occidente (Marsala - TP)
- Strada del vino e dei Sapori della Valle dei Templi
- Strada del vino Monreale DOC
- Strada del vino sul Percorso della Targa Florio
- Strada del vino Terre Sicane
- Strada del vino Val di Noto

Toscana
- Strada del Vino dei Colli di Candia e di Lunigiana
- Strada del Vino Vernaccia di San Gimignano
- Strada del Vino Orcia
- Strada del Vino Montecucco e dei Sapori d'Amiata
- Strada del Vino chianti Montespertoli
- Strada del Vino e dell'olio Lucca Montecarlo e Versilia
- Strada del Vino e dei Sapori Monteregio di Massa Marittima
- Strada dei Vini di Carmignano e dei Sapori tipici Pratesi
- Strada del Vino Terre di Arezzo
- Strada del Vino e dell'Olio Costa degli Etruschi
- Strada dei Vini Cortona
- Strada del Vino Nobile di Montepulciano e dei Sapori della Valdichiana Senese
- Strada dell'Olio e del Vino del Montalbano - Le Colline di Leonardo
- Strada del Vino Colline Pisane

Trentino Alto Adige
- Strada del vino dell'Alto Adige (Südtiroler Weinstraße)

Umbria
- Strada del vino colli del Trasimeno[12]
- Strada dei vini del Cantico

Veneto
- Strada del vino dei Colli Euganei
- Strada del prosecco e vini dei Colli di Conegliano Valdobbiadene
- Strada del vino Soave
- Strada del Vino del Montello e Colli Asolani
- Strada del Vino Arcole DOC
- Strada del Vino Lessini Durello
- Strada del Vino Valpolicella
- Strada del Vino Bardolino
- Strada dei Vini DOC Lison-Pramaggiore

## Sudafrica
- Wine Route

## Galleria d'immagini

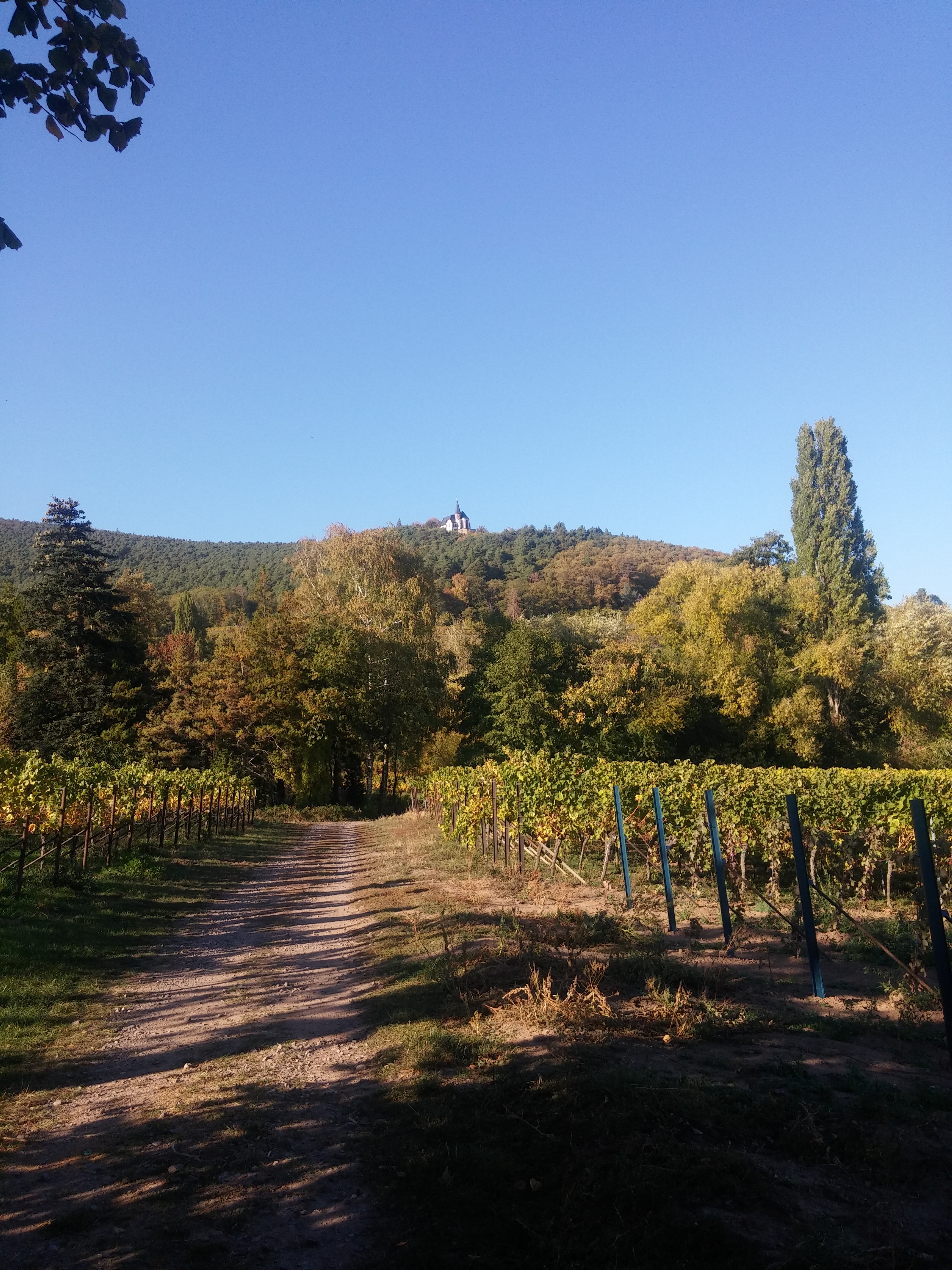
Vigneti in autunno presso Gleisweiler
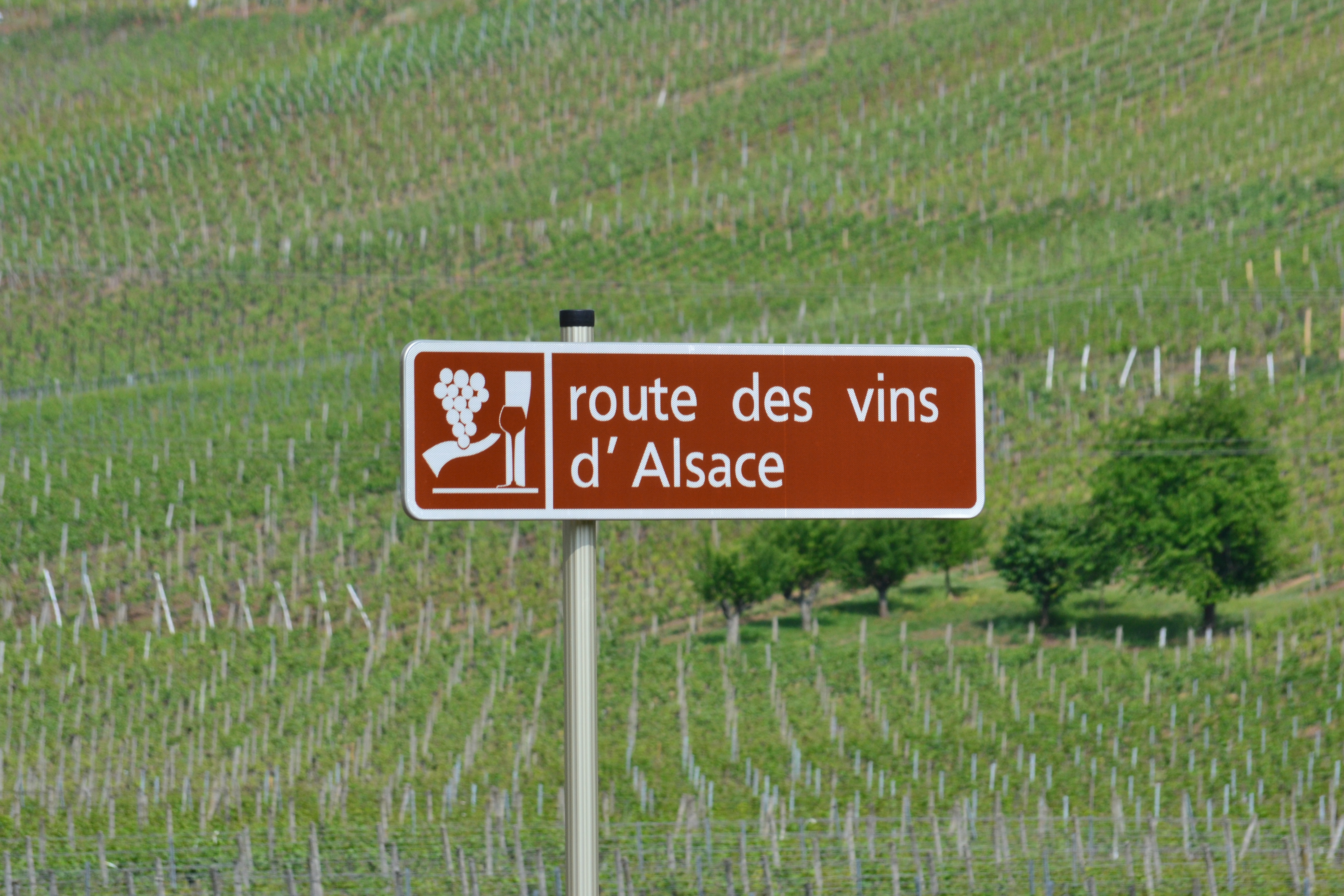
Pannello segnaletico sulla strada dei vini dell'Alsazia.